# Läsning

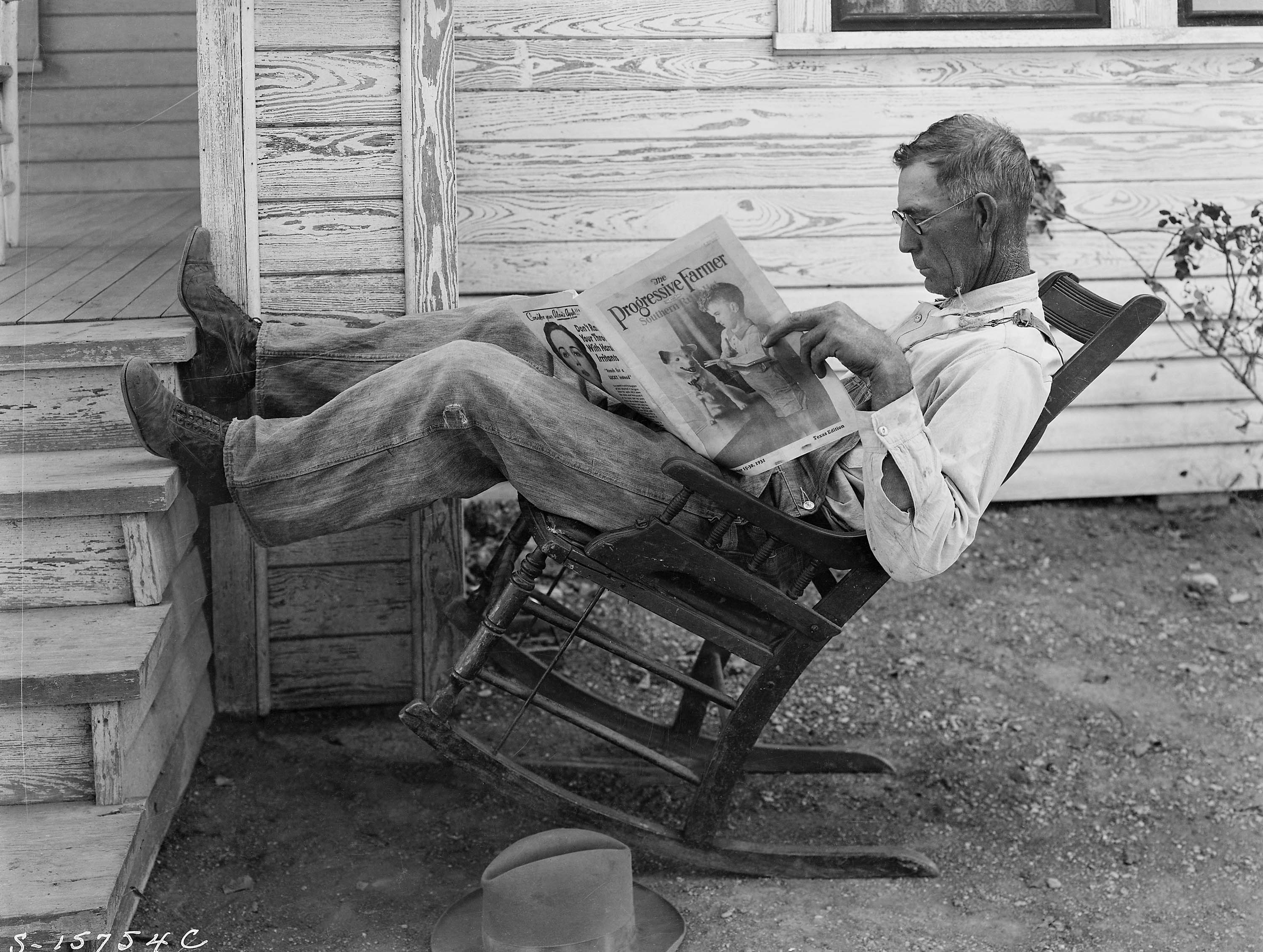
En bonde läser en tidning 1931.

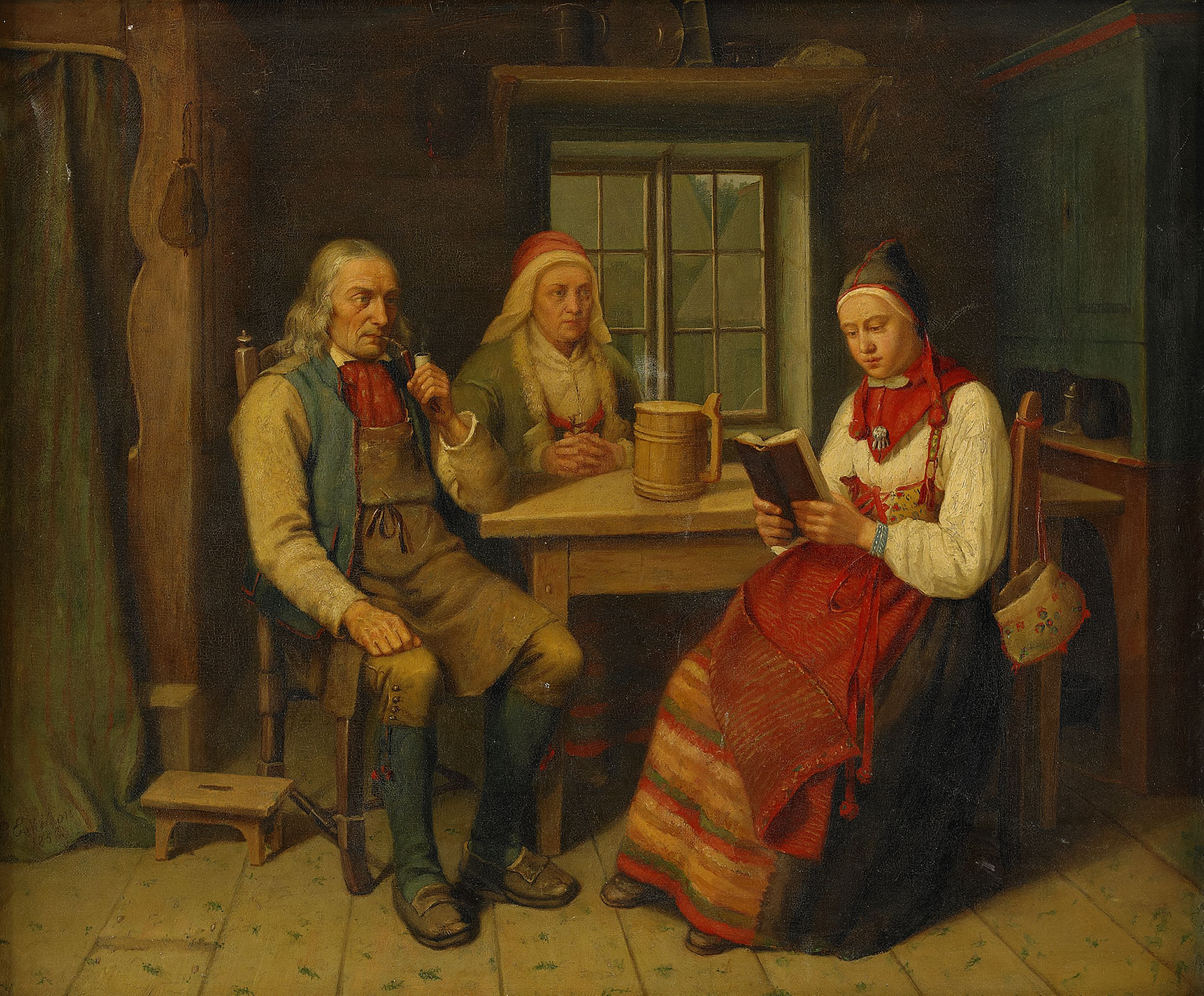
Oljemålningen Högläsning från 1856.

Läsning är avkodning, förstående och tolkande av text. I de flesta moderna språk använder man läs- och skrivtecken. Oförmåga att läsa, på grund av avsaknad av utbildning i detsamma, benämns analfabetism. Om någon trots skolgång har svårigheter med att läsa brukar man tala om att denne har dyslexi. Innehåller en text sociala innebörder eller interaktioner beräknas möjligheten till avkodning och förståelse vara möjlig till högst 35 % av ordinnehållet.
Att med tal återge text som man läser kallas för högläsning. I kyrkan brukar dagens bibeltexter högläsas för församlingen. I skolor är det vanligt att eleverna utför högläsning för att dels öva och visa färdigheter gällande läsförmåga och artikulation, och dels för att öva upp den sociala kompetensen i avseende att våga tala inför grupp, kunna lyssna på andra och att visa hänsyn till andra. Det är även vanligt att läraren högläser inför klassen, för att eleverna ska öva upp exempelvis hörförståelse. Genom att läsa högt redan för små barn lär man dem tidigt språkets rytm och skriftspråkets konventioner. Dessutom berikas barnens ordförråd. Högläsning kan på så vis lägga grunden till barnets språk och i förlängningen påverka barnets läsförståelse senare i skolan.

## Läshistoria
Johan Svedjedal menar att läsaren idag är en del av "bokens samhälle", och att man formas av andra, av reklam, av genrer man uppskattar, av förlag, dagspress, TV, och så vidare. De senaste 20 årens ekonomiska och sociala förändringar har möjliggjort bokköp på nya sätt, av en del sett som en "litteraturens utslätning", även om det alltid har funnits en skönlitterär bredd, med skillingtryck under 1800-talet och författare som Nick Carter under 1910-talet som exempel. Genom historien har läsningen varit en maktsymbol. Även om det har förekommit att slavar och tjänstefolk läst som en del av sitt arbete har det historiskt varit de rika och mäktiga som i första hand stått för läsningen, och av dessa i högsta grad männen.
De tidigaste tecknen lästes på sten eller bark eller liknande material. De tidigaste tecknen på läskunnighet kommer från Assyrien och Babylonien. Med uppkomsten och utvecklingen, i första hand ledd av Kina och Egypten, av mer lätthanterliga skrivmaterial blev bild- och skriftkulturen allt mer avancerad. I högkulturerna kring främre Asien och Medelhavet tog rullen allt mer plats som medium, men eftersom interpunktion inte existerade var läsningen svår även för den som kunde läsa, och högläsning från texter man redan kände till var därmed legio i bland annat antikens Grekland, med fokus på recitation, föreläsningar och berättande. Codexen kom att skapas omkring år 200 i Romarriket, och papyrus och pergament dominerade. De inbundna böckerna tog plats under högmedeltiden, och pagineringen gjorde navigation i böckerna allt lättare. Även under den här tiden var läsningen dock till högsta grad muntlig. Augustinus skrev i sina Bekännelser från år 397 hur chockerande det var att se sin mentor Sankt Ambrosius sitta och läsa tyst. Under folkvandringstiden och 500-talet var det främst i religiösa centrum och vid hov som läsning förekom, och läsningen var en maktsymbol. Under den här tiden brukar man prata om det klerikala kretsloppet, där skrifter skrevs på latin av lärda inom kyrkan, och det folkliga kretsloppet, där traditionella texter framfördes muntligt.
Den muntliga högläsningen dominerade fram till 1400-talet med tryckkonsten och utvecklingen av det betydligt billigare pappret.[källa behövs] Universiteten tog plats som läscentrum jämte kyrkan, vilket också ändrade förutsättningarna. Läsningens maktcentrum hade vidgats till staten, kyrkan och universitetet. Framväxten av borgarklassen ledde till en ökad läskunnighet, och det började komma underhållningslitteratur såsom riddarromaner (vars faror behandlas i Cervantes Don Quijote, som paradoxalt nog också brukar kallas den första romanen). Dock kom den muntliga högläsningen även därefter att vara det vanligaste sättet som läsning skedde på, eftersom läsningen först och främst var en social aktivitet, och förblev så fram även in på 1700-talet med födelsen av den borgerliga kulturen. Under 1700-talet blev den personliga läsningen vanligare, i takt med att läskunnigheten ökade - även om den därifrån lästa litteraturen främst bestod av katekesläsning och annan religiös litteratur. Nyttoläsningen blev ansedd, och nöjesläsningen förkastades. Även under salongskulturens 1800-tal fortsattes mycket att läsas högt och farorna med läsningen belystes fortfarande, såsom i det kända exemplet Madame Bovary där huvudpersonens läsning slutligen leder till hennes självmord. Efter 1800-talet har högläsningen tappat mark till förmån för den tysta enskilda läsningen, dels på grund av att de omgivningar man högläste i tappade mark och dels på grund av att högläsning är mer tidskrävande.
En viktig förändring som ökade nöjesläsningen i Sverige under 1800-talets senare hälft var övergången från frakturstil till antikva inom den religiösa litteraturen. Eftersom den religiösa läsningen främst skrevs med frakturstil var det den som de flesta lärde sig, medan den mesta skönlitteraturen gavs ut i antika. Under samma tid uppfanns även träfiberpappret, vilket gjorde pappret billigare. Med bättre utbildning, en förbättrad ekonomi och mer fritid blev läsningen vanligare under 1900-talet, även om den skönlitterära läsningen fortfarande inte ökade markant. Det skedde inte förrän den senare hälften av 1900-talet, och under 2000-talet läser 30% av befolkningen fortfarande i princip aldrig skönlitteratur.

### Omläsning och engångsläsning
En markant skillnad i hur läsning går till under 2000-talet gentemot 1800-talet och dessförinnan är att idag är engångsläsning betydligt vanligare än omläsning. Det mesta av den litteratur som lästes när omläsningen fortfarande var vanligast var religiös litteratur, jämfört med sekulära skönlitterära texter som oftast enbart läses en gång med start under 1900-talet - även om de bägge läsarterna länge existerade parallellt. Ytterligare en skillnad som påbörjades under 1700-talet var framväxten av den känslomässiga inkännande läsningen. Romanen möjliggjorde identifiering med dess gestalter, och i läsningen kom nyheten att bli viktigare än den fördjupade kunskapen. Medan analysen under omläsningarna tidigare hade setts som viktig blev det med start under 1700-talet på modet att läsa igenom så många romaner som möjligt, såväl som att följa med i de litterära trenderna. Medvetenhet om modern litteratur har hållits högt ända sedan dess.

## Läsarter
Läsningen är ansedd som en grundläggande färdighet. Den process genom vilken man ska ta in texten - tolkningen - är emellertid svårare. Litteratur kan tolkas på olika sätt. Dante Alighieri skrev redan 1316 att det finns två möjliga sätt att tolka en text på: "ty vi får ut en innebörd ur dess bokstav och en annan ur det som bokstaven betecknar Det första kallas bokstavligt, det andra allegoriskt eller mystiskt." Tolkningen var dock länge främst en del av den kristna hermeneutiken och fram till 1700-talet var läsningen och dess läsarter i mångt och mycket kontrollerade av kyrkan.

## Läsforskning
Inom litteraturvetenskapen är det ganska ovanligt med läsforskning. Den forskning som förekommit har i Sverige främst varit kvantitativt inriktad och studerat läsmönster och läsfaktorer. Någon form av konsensus ligger i att faktorer som styr vad och hur mycket man läser är ålder, klass, utbildning, kön och bostadsort. Vad gäller läsmönstren är det svårt att dra slutsatser, mer än att det inte finns några belägg för att yngre människor läser mindre än tidigare. Det finns dock belägg för att 25% av yngre män inte läser alls, och att 20% av eleverna i högstadiet inte läste böcker i skolan. I Sverige undersöks läsande av Nordicom, SOM-institutet och Kulturrådet, och flera av deras rapporter leder till totalt motsatta slutsatser.
Inom läsforskningen föreligger även olika syn på vad för litteratur det väl är man läser, och en del forskare menar att man bör värdera olika läsning olika högt, såsom att det vore bättre att läsa en roman av Torgny Lindgren än en Harlequin-roman. Faktorerna som avgör är då de ideologiska tendenserna, språkbruket och ur givande läsupplevelsen är. Forskare med en motsatt syn menar att all läsning är positiv och leder i sin tur till mer läsning.
Det har dock länge setts som ett allmänt problem att människor inte läser skönlitteratur, vilket i många länder har resulterat i olika åtgärder för att främja läsning. Forskning har visat att de största hindren för läsning hos de som inte läser utgörs av tidsbrist eller ointresse, men sällan eller aldrig att det skulle vara svårt att få tag på böckerna. Forskningen har även visat att det är svårt att få vuxna som inte är vana vid läsning att börja läsa.
Den moderna läsforskningen har i hög grad påverkats av hur receptionsforskningen har format synen på hur och varför vi läser. Receptionsforskningen går ut på att det är när läsaren läser en text som textens mening skapas, och att texten utan läsaren bara blir tecken utan betydelser. Receptionsforskningen kan enligt Karin Littau delas in i tre huvudsakliga internationella grupper:
1. Forskning i hur läsaren möter en text och därigenom skapar textens mening. Forskare som Stanley Fish har hävdat att det bara är i mötet med läsaren som texten existerar. Detta spår har även följts av bland andra Jonathan Culler, Hans-Robert Jauss och Wolfgang Iser.
2. Forskning som menar att det inte går att skapa mening i en text, eftersom texter är för komplicerade strukturer för att kunna uppnå en egentlig mening. Forskare som Paul de Man och Jacques Derrida har företrätt denna hållning, och benämnts som poststrukturalister. De har mött kritik för att göra litteraturvetenskapen till en paradoxal vetenskap som har svårt att hålla sin ställning.
3. Forskning i hur läsare möter texter, och därigenom läser mot den inskrivna meningen. Här ingår feministiska forskare som Judith Fetterley, Jacqueline Bobo och Janice Radway, vars forskning visar att en del kvinnliga läsare möter texter på andra sätt än vad som framstår som självklart för andra.